# Elecciones presidenciales de Ecuador de 1906
Elección indirecta realizada por la 12º Asamblea Constituyente del Ecuador para designar al Presidente Constitucional del Ecuador, resultando designado Eloy Alfaro para un segundo período constitucional.

## Antecedentes
El expresidente Eloy Alfaro (1897-1901) lideró el derrocamiento del presidente Lizardo García a inicios de 1906 resultando triunfador luego de una corta guerra civil entre las dos facciones liberales: la radical alfarista, teniendo mayor fuerza en la Región Costa ecuatoriana, contando con el apoyo de la milicia montonera; y la facción oficialista, conformada por civiles liberales ligados a los sectores bancarios y comerciales del país. 
Alfaro terminó retomando el poder político, convocando a una nueva asamblea constituyente en Quito donde legitimó su mandato al ser designado presidente interino y luego, al finalizar la asamblea constituyente su trabajo, presidente constitucional.

## Candidatos y Resultados
| Partido         | Partido                     | Facción dentro del PLE           | Presidente                                  | Cargos Previos                           | Votos               | Votos                 |
| Partido         | Partido                     | Facción dentro del PLE           | Presidente                                  | Cargos Previos                           | 09/10/1906 Interino | 23/12/1906 Definitivo |
| --------------- | --------------------------- | -------------------------------- | ------------------------------------------- | ---------------------------------------- | ------------------- | --------------------- |
|                 | Partido Liberal del Ecuador | Radical                          | Eloy Alfaro Delgado                         | Presidente de la República (1897 - 1901) | 59                  | 41                    |
| Moderado        | Partido Liberal del Ecuador | Carlos Alberto Aguirre Ferruzola | Gerente del Banco del Ecuador (1876 - 1899) | 0                                        | 16                  |                       |
| Votos en Blanco | Votos en Blanco             | Votos en Blanco                  | Votos en Blanco                             | Votos en Blanco                          | 1                   | 3                     |

Fuente: